# (2556) Louise
(2556) Louise (1981 CS) – planetoida z pasa głównego asteroid okrążająca Słońce w ciągu 3,18 lat w średniej odległości 2,16 j.a. Odkryta 8 lutego 1981 roku.